# Choussy
Choussy é uma comuna francesa na região administrativa do Centro, no departamento Loir-et-Cher. Estende-se por uma área de 15 km². Em 2010 a comuna tinha 341 habitantes (densidade: 22,7 hab./km²).